# Margia Dean
Marguerite Louise Skliris-Alvarez (née Skliris; 7 de abril de 1922-23 de junio de 2023) conocida como Margia Dean, fue una reina de belleza y actriz estadounidense de ascendencia griega que trabajó en obras teatrales y en películas.

## Biografía
Nació en Chicago, Illinois y se mudó a San Francisco, California juntó con sus padres cuando era niña. Comenzó a actuar cuando tenía 7 años, haciendo apariciones en obras teatrales interpretando papeles infantiles y más tarde ganó el Concurso Nacional de Mujeres de Shakespeare tras haber interpretado a Julieta en una producción de Romeo y Julieta. También comenzó a trabajar como modelo y fue nombrada "Miss San Francisco" y "Miss California" en 1939. Fue finalista entre las cinco mejores concursantes en "Miss America 1939" después de Patricia Donnelly.
Hizo su debut cinematográfico en Casanova in Burlesque (1944) y adoptó su nombre artístico, Margia Dean. Aunque nunca recibió un contrato con un estudio, la mayoría de sus películas, en total 16 películas, fueron producidas por Robert L. Lippert. Su primer papel protagónico fue en Shep Come Home (1948) y apareció en Red Desert (1949), FBI Girl (1951), The Lonesome Trail (1955), Villa!! (1958) and Seven Women from Hell (1961).[cita requerida] Dean protagonizó la película de género wéstern de 1958, Ambush at Cimarron Pass, quién fue protagonizada por Clint Eastwood, siendo uno de sus primeros papeles cinematográficos. Dean interpretó a Carlotta Martinez en The Big Show (1961), protagonizada por Esther Williams y Robert Vaughn.[cita requerida]
Su asociación con Lippert la había llevado a ser elegida para interpretar a la Sra. Judith Carroon en El experimento del doctor Quatermass (1955), la primera película de terror de Hammer Productions. Frustrada porque sus papeles eran predominantemente en películas B, se retiró de la actuación después de haberse casado por segunda vez con el arquitecto Felipe Álvarez en 1965. Hizo su última aparición en Moro Witch Doctor (1964).[cita requerida] Se involucró brevemente en la producción de películas, trabajando como productora de cine en The Long Rope (1961) protagonizada por Hugh Marlowe, así como en varios episodios pilotos de series de televisión.

## Años posteriores y muerte
Dean fue vicepresidenta de una inmobiliaria y trabajó en los diseños de vestuario y en la decoración de interiores. Dean falleció en su apartamento de Rancho Cucamonga, California, el 23 de junio de 2023, a la edad de 101 años.

## Filmografía
| - Casanova in Burlesque (1944) - Call of the South Seas (1944) - Take It Big (1944) - The Desert Hawk (1944) - Accent on Crime (1944) - Minstrel Man (1944) - Earl Carroll Vanities (1945) - The Power of the Whistler (1945) - Crime Doctor's Warning (1945) - Who's Guilty? (1945) - Living in a Big Way (1947) - Shep Comes Home (1948) - I Shot Jesse James (1949) - Rimfire (1949) - Grand Canyon (1949) - Ringside (1949) - Treasure of Monte Cristo (1949) - Tough Assignment (1949) - Red Desert (1949) - The Baron of Arizona (1950) - Western Pacific Agent (1950) - Motor Patrol (1950) - Hi-Jacked (1950) - The Return of Jesse James (1950) - Bandit Queen (1950) - Fingerprints Don't Lie (1951) - Mask of the Dragon (1951) - Tales of Robin Hood (1951) | - Pier 23 (1951) - Kentucky Jubilee (1951) - Inside the Walls of Folsom Prison (1951) - Savage Drums (1951) - Take Care of My Little Girl (1951) - Leave It to the Marines (1951) - Sky High (1951) - FBI Girl (1951) - Superman and the Mole-Men (1951) - Mr. Walkie Talkie (1952) - Loan Shark (1952) - Mesa of Lost Women (1953) - Sins of Jezebel (1953) - Fangs of the Wild (1954) - The Lonesome Trail (1955) - The Quatermass Xperiment (1955) - Last of the Desperados (1955) - The Revolt of Mamie Stover (1956) - Frontier Gambler (1956) - Stagecoach to Fury (1956) - Badlands of Montana (1957) - Ambush at Cimarron Pass (1958) - Villa!! (1958) - The Secret of the Purple Reef (1960) - The Big Show (1961) - 7 Women from Hell (1961) - Moro Witch Doctor (1964) |